# 白岩山 (埼玉県)
白岩山（しらいわやま、しらいわさん）は、埼玉県秩父市にある標高1921.2mの山。奥秩父山塊の山の一つで、秩父多摩甲斐国立公園内にある。

## 地理
標高1,921.2mで山名は白い石灰岩が多いことによる。
なお、三峰山は本来は妙法が岳（1332m）、白岩山（1921m）、雲取山（2017m）の三山の総称であるが、一般的には三峯神社が所在する山（標高1101.5m）を指すようになっている。

## 周辺にある小屋

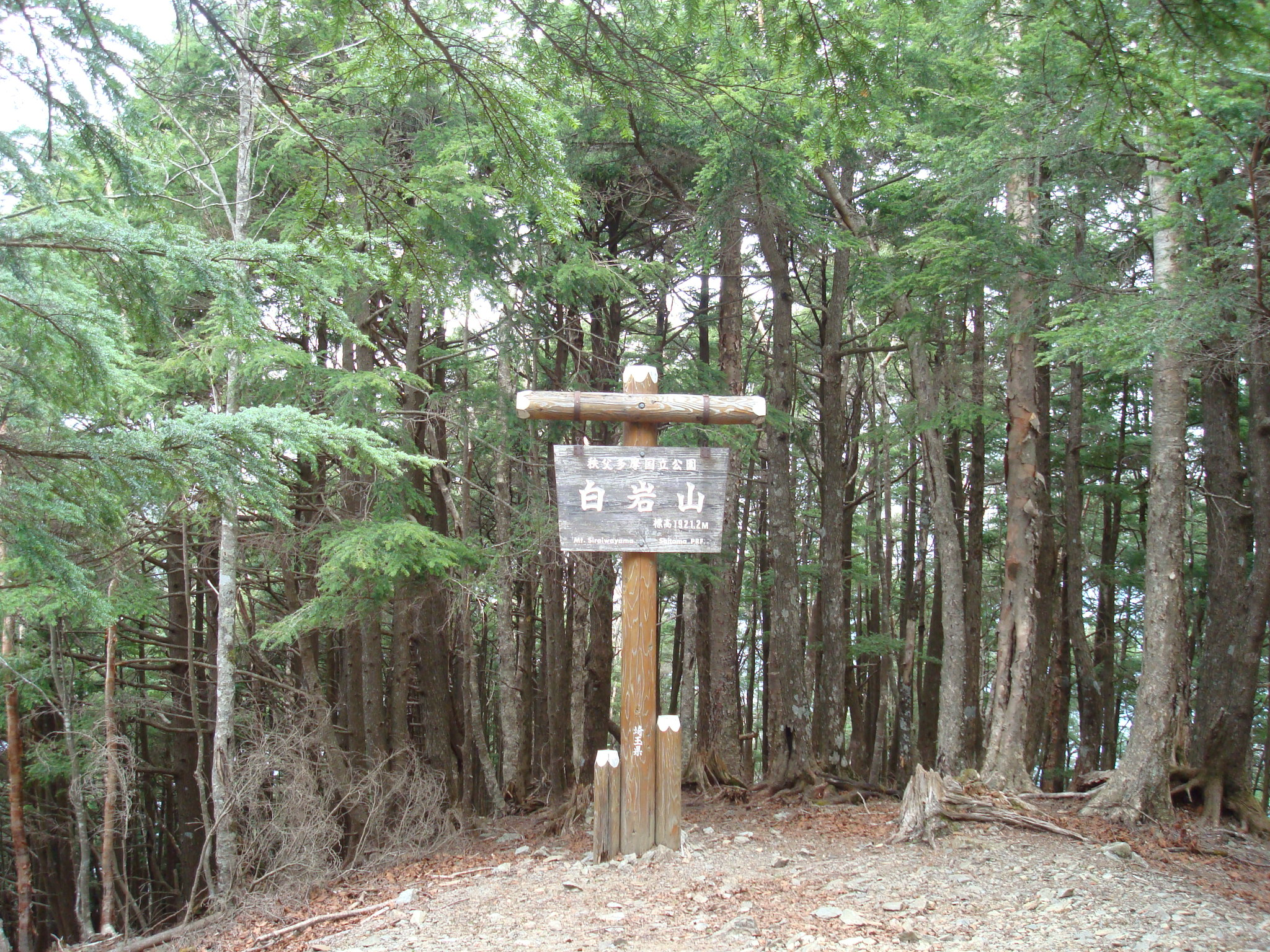
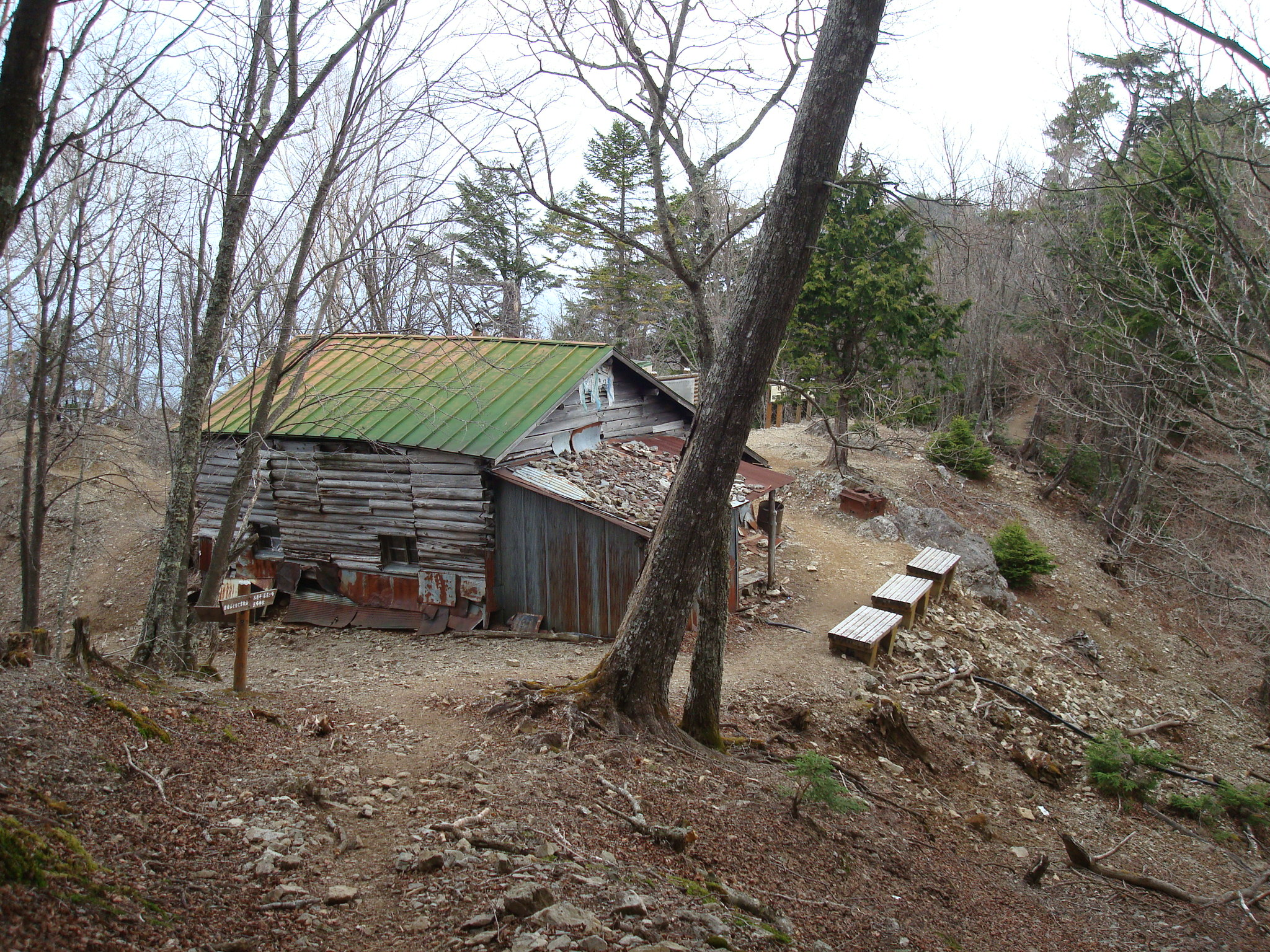
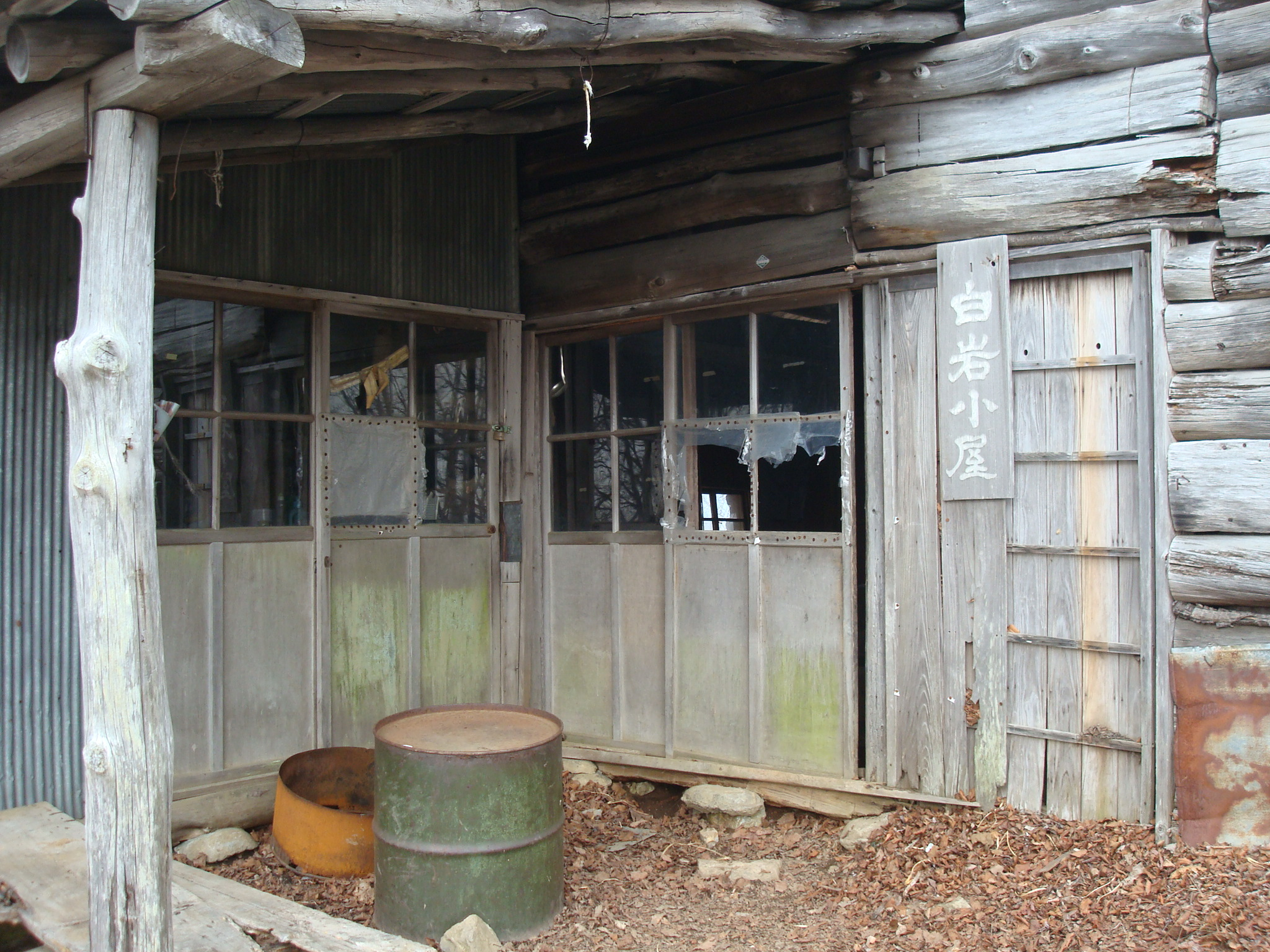

- 白岩小屋（廃業）

## 周辺の山
- 霧藻ヶ峰
- 雲取山